# 心理分析派
心理分析派是中华民国一个文学流派，代表人物是施蛰存。

## 风格
心理分析派受到西方心理学家弗洛伊德的影响，长于描写人的内心活动，包括爱、恨、情、仇、性心理、性压抑、性变态、性转移等。

## 代表人物
- 施蛰存，《梅雨之夕》、《春阳》、《石秀》
- 刘呐鸥，《残留》
- 穆时英，《南北极》、《白金的女体塑像》